# Rue des Carmes (Paris)
Pour les articles homonymes, voir Rue des Carmes.
Ne doit pas être confondu avec Rue Basse-des-Carmes.
La rue des Carmes est une voie du 5e arrondissement de Paris située dans le quartier de la Sorbonne.

## Situation et accès
La rue des Carmes est desservie par la ligne 10 à la station Maubert - Mutualité.

## Origine du nom
La rue doit son nom au fait que les Carmes s'y étaient établis en 1318.

## Historique

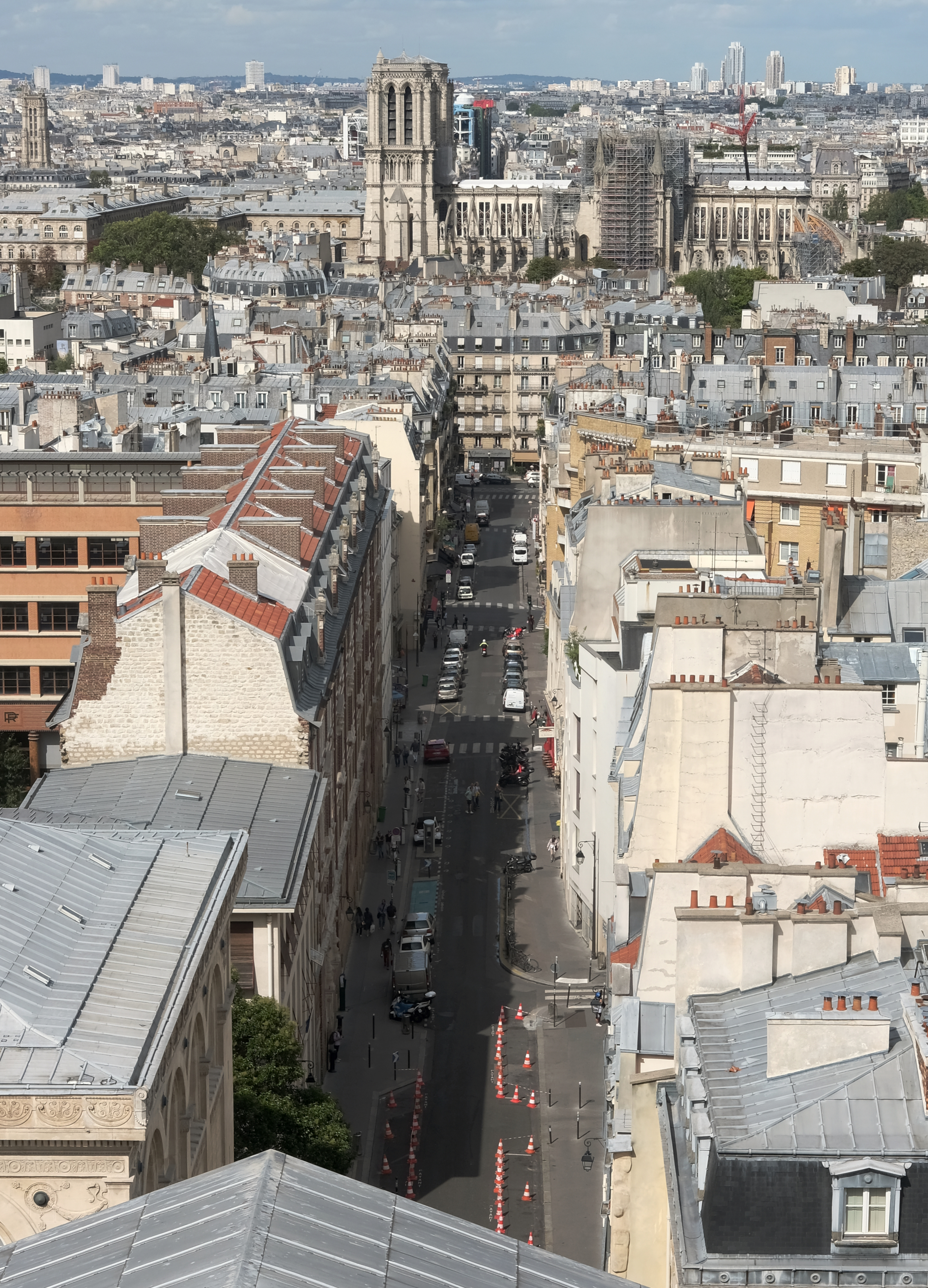
Rue des Carmes depuis la coupole du Panthéon.

Historiquement cette rue, percée en 1250, s'appelait « rue du Clos-Bruneau » et cette dénomination est toujours présente avec le passage du Clos-Bruneau voisin.
En 1317, elle porte le nom de « rue Saint-Hilaire » ou « rue Saint-Hilaire-du-Mont » en raison de la proximité d'une ancienne chapelle de ce nom, érigée à la fin du XIIe ou au début du XIIIe siècle en église paroissiale Saint-Hilaire-du-Mont, vendue en 1795 comme bien national et détruite peu après. 
La rue semble prendre son nom actuel au milieu du XVIe siècle. Elle apparaît ainsi sous ce nom dans le plan de Truschet et Hoyau de 1553. Elle est citée sous le nom de « rue des Carmes » dans un manuscrit de 1636.
L'élargissement de la rue en 1930 entre le no 15 et le no 21 entraîne le réaménagement des abords de l'ancien Collège des lombards et la démolition d'une partie de l'ancien bâtiment sur rue. À cet emplacement  furent construits un ensemble d'immeubles HBM en 1934 à l'entrée de l'impasse des bœufs et des immeubles au no 15 et au no 19 autour de l'entrée à l'ancienne chapelle du collège, actuelle église Saint-Éphrem-le-Syriaque.

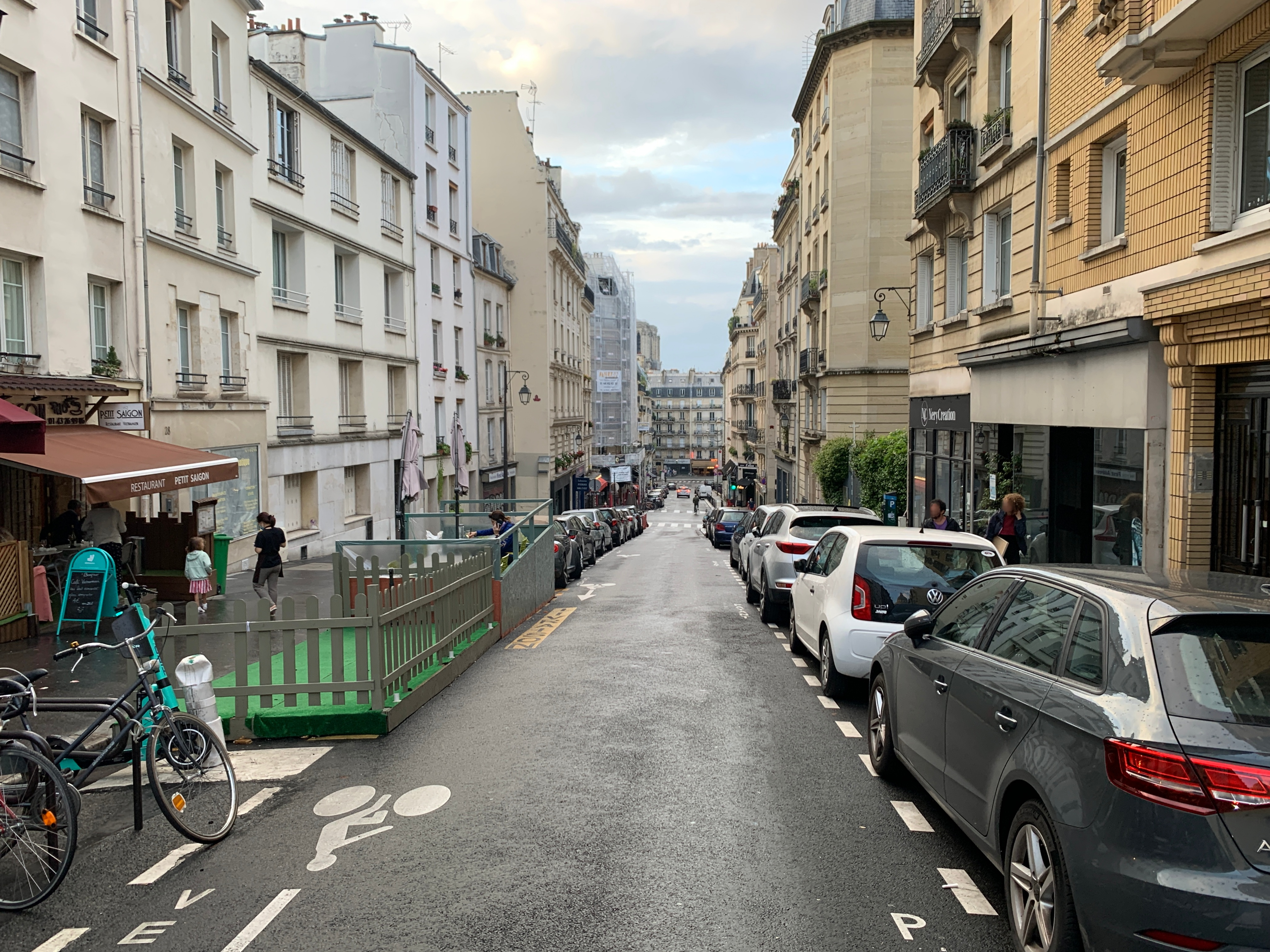
La rue des Carmes en direction du boulevard Saint-Germain.

## Bâtiments remarquables et lieux de mémoire
- Côté impair de la rue : musée de la préfecture de police.
- No 5 : 
  - entre 1946 et 1948 se trouvait au sous-sol de l'hôtel des Carmes le fameux club de jazz Le Caveau des Lorientais[5].
  - Une plaque sur la façade rappelle que le poète italien Giuseppe Ungaretti vécut ici durant l'été 1913.
- No 8 : magasin Mayette Magie Moderne, considéré comme la plus ancienne enseigne de magie du monde.
- No 14 : il reste du collège de Presles une chapelle sécularisée.
- No 15 : la façade de l'ancien Collège des Irlandais, devenu partie l'église Saint-Éphrem-le-Syriaque en 1733. Cet édifice est classé depuis 1927 aux monuments historiques[6].
- No 17 : église Saint-Éphrem-le-Syriaque.
- Impasse des Bœufs.

- Rue Saint-Hilaire puis rue des Carmes :  trois quartiers de vigne à Saint-Hilaire vendus par l’abbesse de Chelles au Chapitre, en 1179[7]

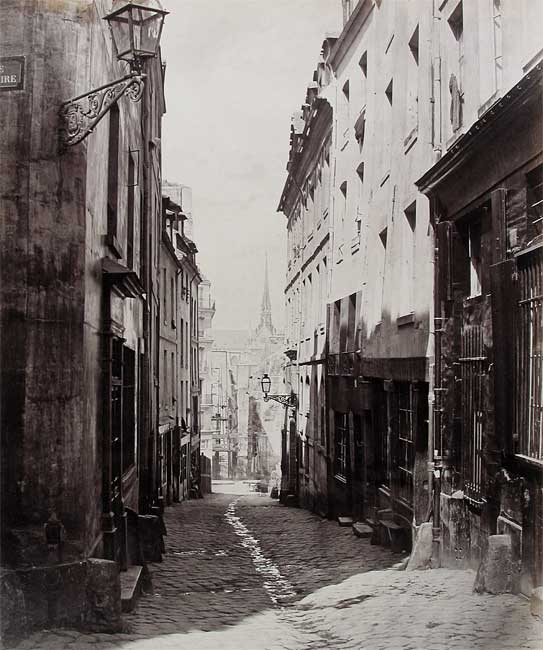
La rue des Carmes (1865-1869) par Charles Marville.
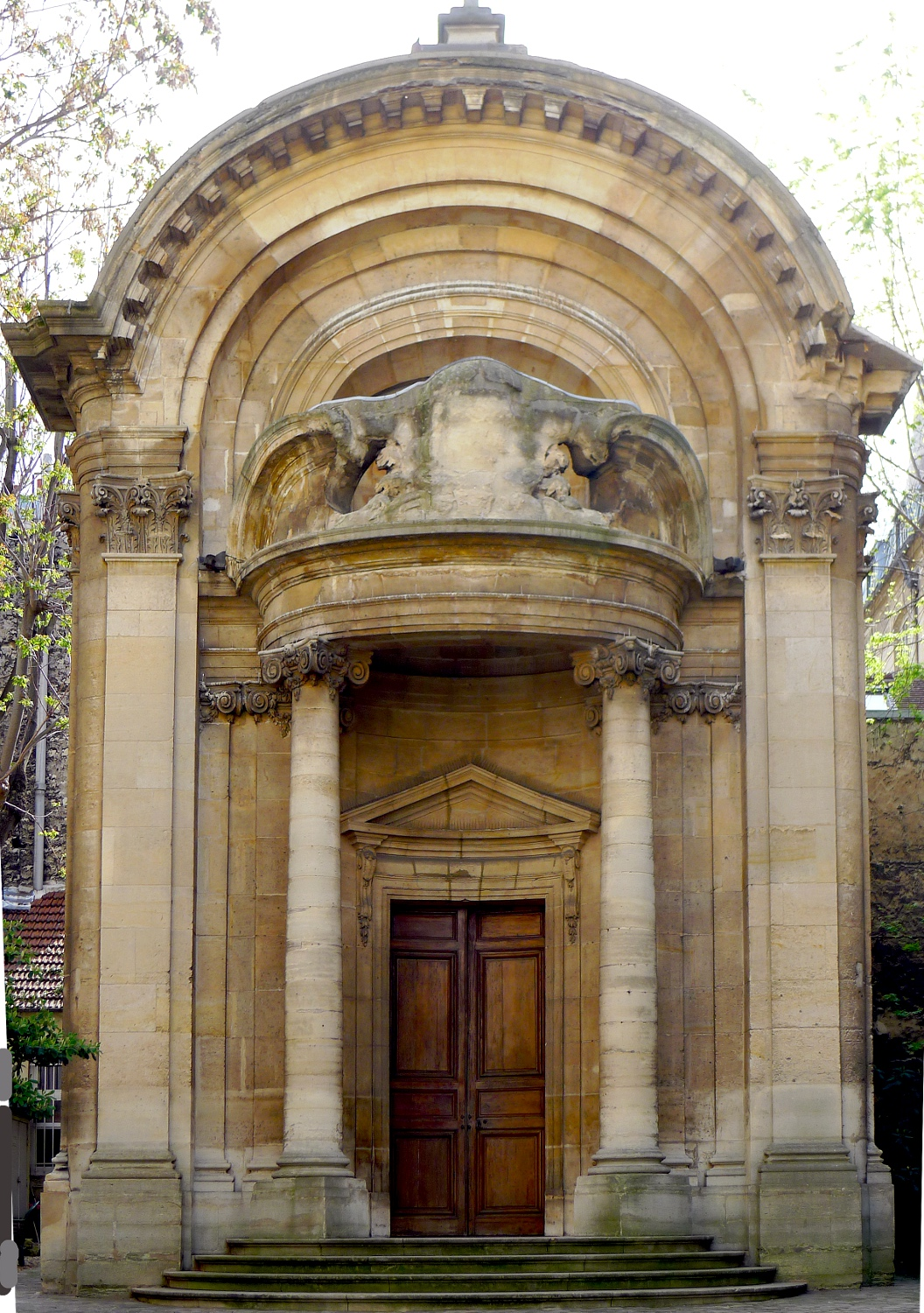
L'église Saint-Éphrem-le-Syriaque.
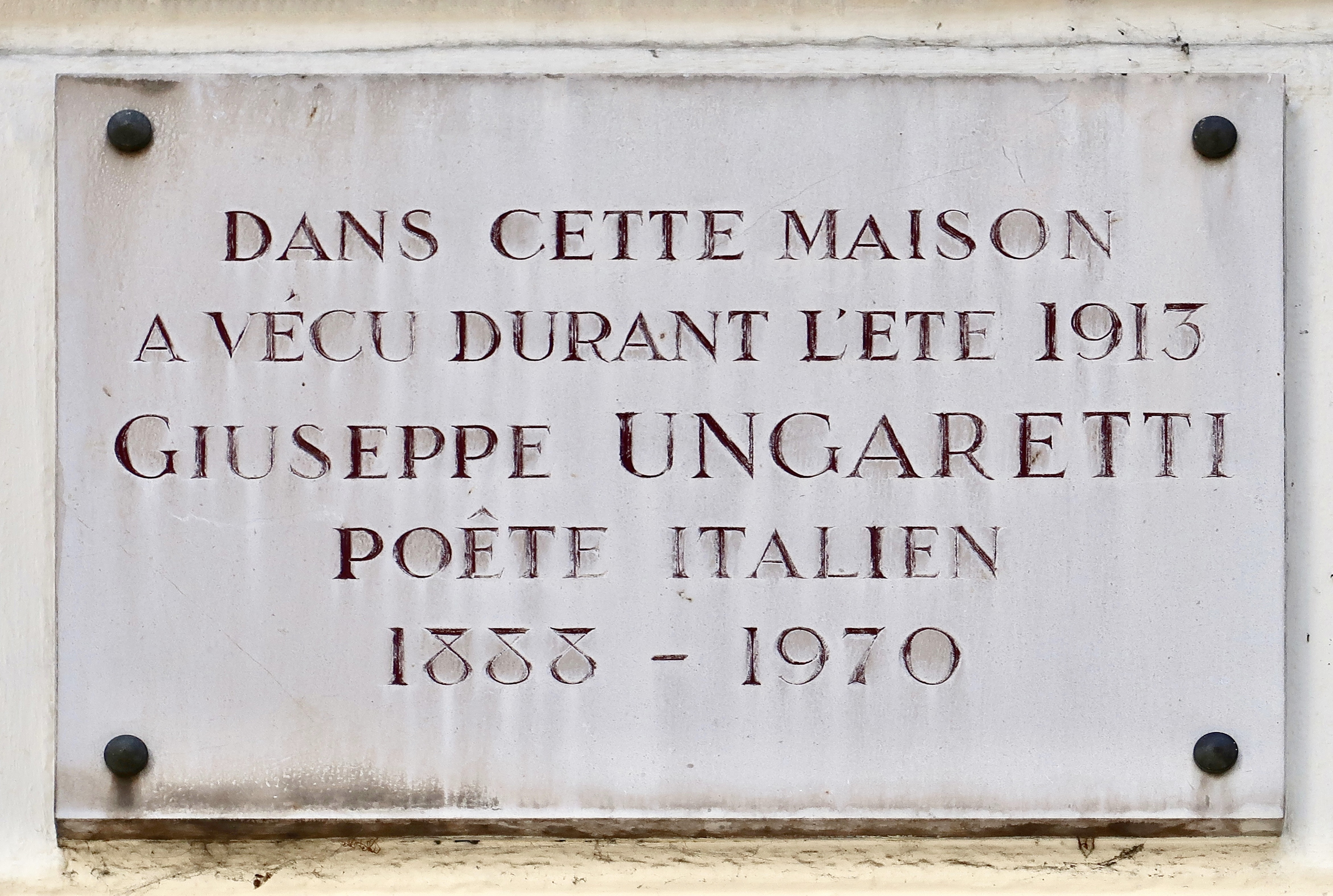
Plaque au no 5.

## Dans la culture
Cette rue est citée par le poète italien Giuseppe Ungaretti en son poème En mémoire (In memoria), qui fait partie de la composition Il porto sepolto, édité en Italie en 1916.
Le film Un monde sans pitié (1989) s'ouvre par un long plan sur la rue.